# Marie Blank-Eismann
Marie Blank-Eismann (* 31. März 1890 in Meißen, Sachsen; † nach 1965 (?)), geborene Trebsdorf, verwitwete Blank, war eine deutsche Schriftstellerin. Bekannt wurde sie durch ihren 1955 verfilmten Roman Sissi. Der Schicksalsweg einer Kaiserin aus dem Jahr 1933.

## Bibliographie
Sie verfasste mindestens 56 Frauenromane. Manche erschienen nur in Groschenheften, andere in Buchform, zwei davon zweibändig. Die Liste ihrer Veröffentlichungen beginnt laut Deutschem Literatur-Lexikon (Bd. 1, 2. Aufl., 2001, Seite 10) im Jahr 1925 mit dem Roman Als Licht in meine Augen kam und endet 1965 mit dem Roman Herz am Kreuzweg. In nachhaltiger Erinnerung blieb bis heute allerdings nur ihr Roman Sissi. Der Schicksalsweg einer Kaiserin, 1933 als Fortsetzungsroman in der Zeitschrift Blütenregen erstveröffentlicht, 1937 in zwei Bänden erstmals als Buch erschienen und 1955 unter dem Titel Sissi verfilmt.
| Personendaten    | Personendaten                                |
| ---------------- | -------------------------------------------- |
| NAME             | Blank-Eismann, Marie                         |
| ALTERNATIVNAMEN  | Blank, Marie; Trebsdorf, Marie (Geburtsname) |
| KURZBESCHREIBUNG | deutsche Schriftstellerin                    |
| GEBURTSDATUM     | 31. März 1890                                |
| GEBURTSORT       | Meißen, Sachsen                              |
| STERBEDATUM      | unsicher: nach 1965                          |